# لویک بعل
لویک بعل (انگلیسی: Loïc Baal؛ زادهٔ ۲۸ ژانویهٔ ۱۹۹۲) بازیکن فوتبال اهل فرانسه است.
از باشگاه‌هایی که در آن بازی کرده‌است می‌توان به باشگاه فوتبال نانسی و باشگاه فوتبال لو مان اشاره کرد.
وی همچنین در تیم ملی فوتبال گویان فرانسه بازی کرده‌است.